# Bohusläns historia
Bohusläns historia börjar när detta kustland reser sig ur havet efter senste istiden.

## Förhistorisk tid

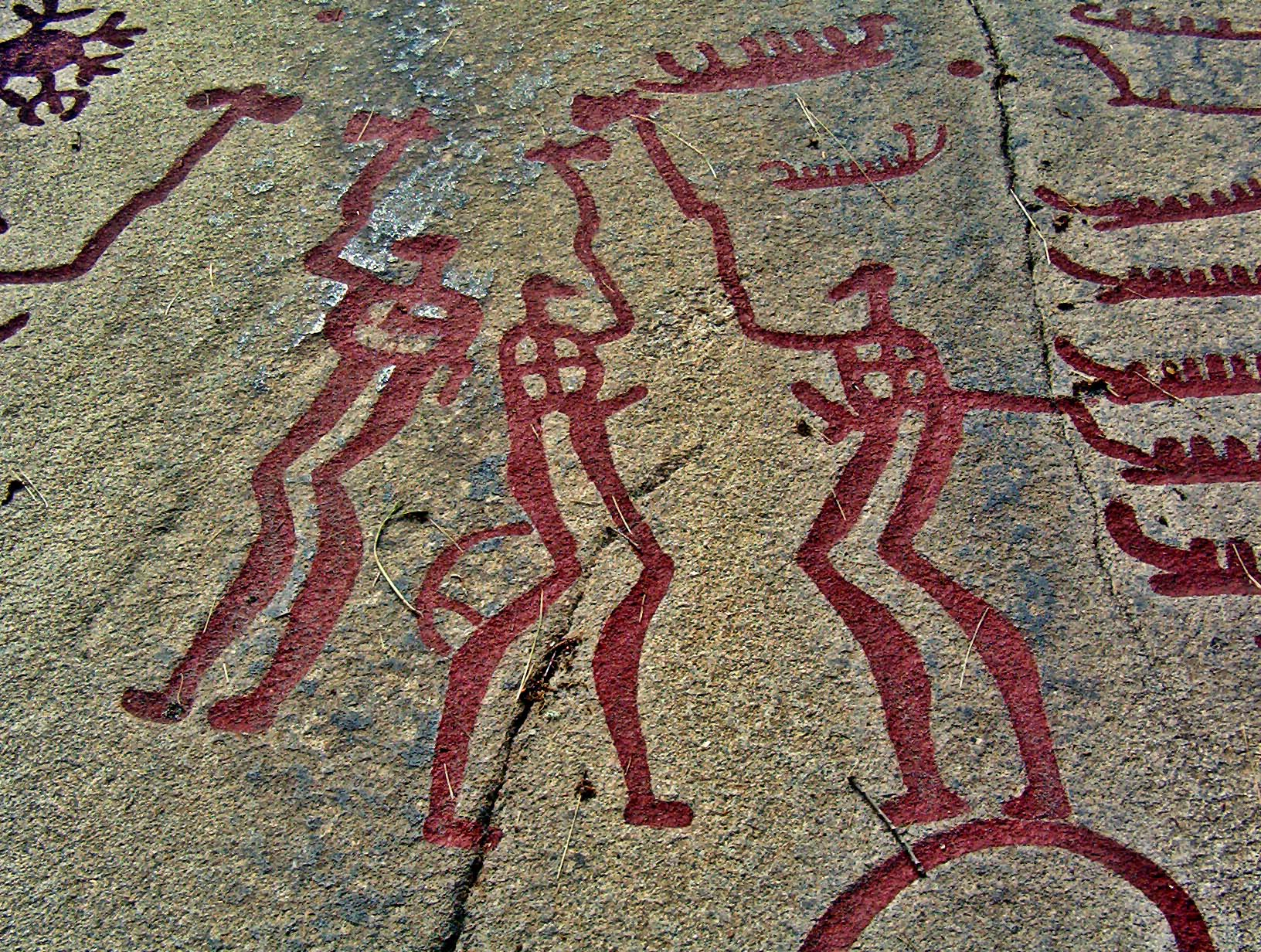
Hällristing från Tanum.

Bohuslän har varit bebott under mycket lång tid. Arkeologer har hittat spår av Hensbackakulturen, ca 8000–7000 f.Kr., Sandarnakulturen, ca 8000–6000 f.Kr. och Lihultskulturen ca 6000–4200 f.Kr..
Under bondestenåldern (c:a 4000–1800 f.Kr.) finns rika spår efter alla de tre kulturerna trattbägarkultur, stridsyxekultur och senneolitikum. Under den första perioden byggdes minst 44 dösar och 30 gånggrifter, varav många på Orust. Vidare finns c:a 120 hällkistor från perioden senare del registrerade.
Från bronsåldern (1700 f.Kr.–500 f.Kr.) är ett stort antal hällristningar kända, framför allt från den norra delen av landskapet. Från främst äldre bronsålder härstammar 2200 rösena.

## Folkvandringstiden
Den Romersk-Gotiske historikern Jordanes skriver i Getica bland annat om de stammar som bebor Scandia, vilket utan tvivel är samma område som Skandinavien. En av dessa är Rani, vilka enligt vissa tolkningar skall ha levt i Bohuslän och därifrån kom områdets äldre namn, Ranrike. Jordanes skriver att Rodulf, deras kung, lämnade sitt rike för att istället tjäna under Kung Teoderik den store i Italien. 

## Vikingatiden

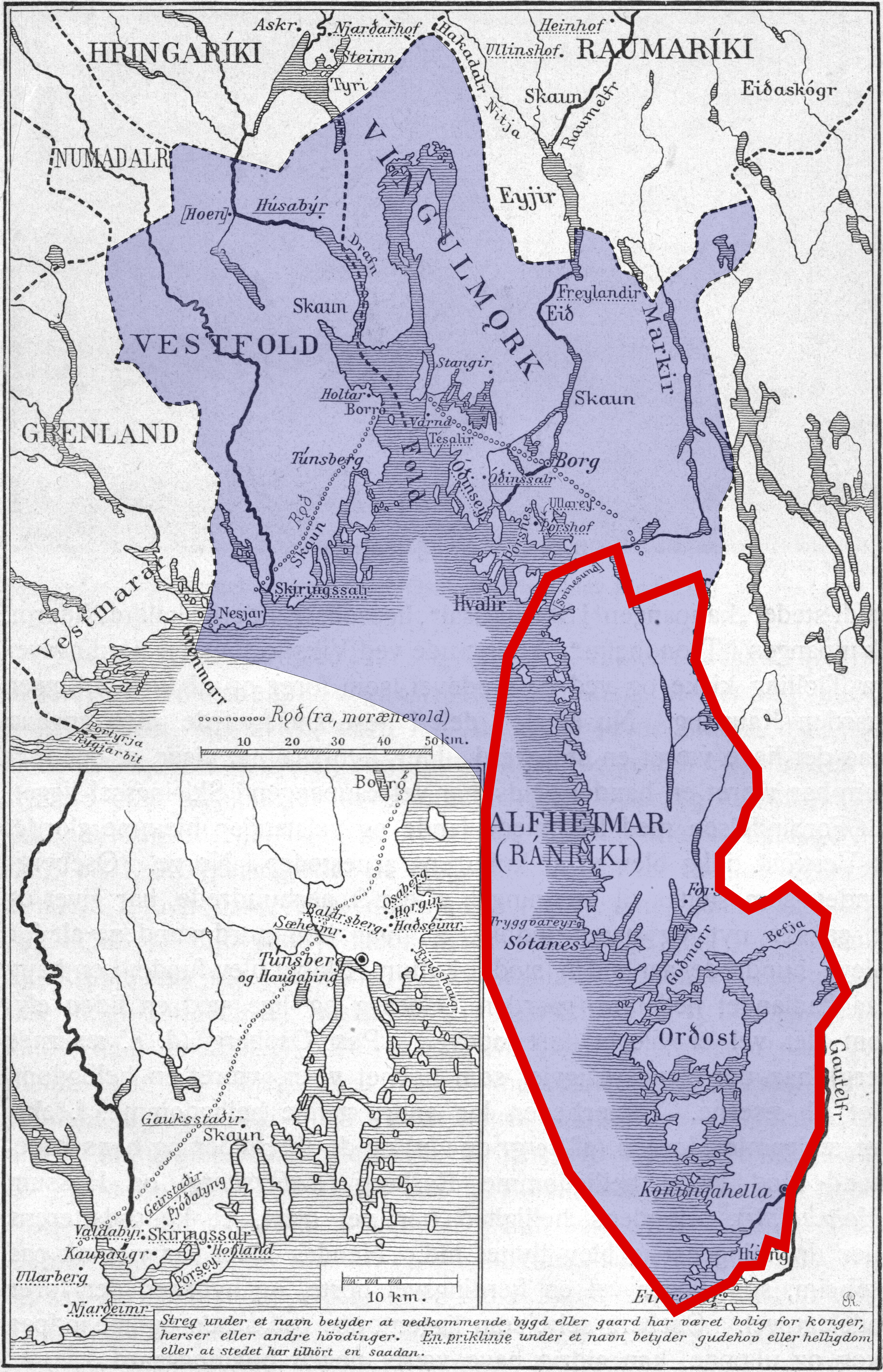
Viken under Vikingatiden i blått, vilket senare kom att beteckna bara Bohuslän, speciellt det tidigare Ranrikesyssel, norr om Älvsyssel.

Bohuslän nämns av Snorre i Heimskringla där han skriver att det styrdes av jarlen Hrane den Götske och betalade skatt till svearna, innan det erövrades av Harald Hårfager och införlivades i Norge.
Bohuslän omtalas indirekt som ett danskt landskap då Ottar från Hålogaland under 880-talet seglade från Skiringssal i Vestfold till Hedeby. I tre dagar hade Ottar och hans män Danmark till vänster, vilket kan tyda på att stora delar av Østfold och Bohuslän var danskt land. Detta säger dock emot vad Snorre skriver, då det enligt honom var norskt.
Under kungar som Magnus Olavsson och Harald Sigurdsson Hardråde var Norge under en tid på 1000-talet på offensiv mot grannrikena. Norskt riksterritorium säkrades söderöver genom Bohuslän till Göta älv. Landskapet kom att bli en del av Viken som innefattade kustområdena runt Oslofjorden och öster om Skagerrak. 
Området omtalas i islänningasagorna och fornaldarsagorna, då tillsammans med Østfold under namnet Alvhemmen.
Enligt en teori av bl.a. Dag Stålsjö i boken Svearikets Vagga kommer begreppet "vikingar" från en man från Vikens rike men det är en omtvistad teori.

## Tidig medeltid

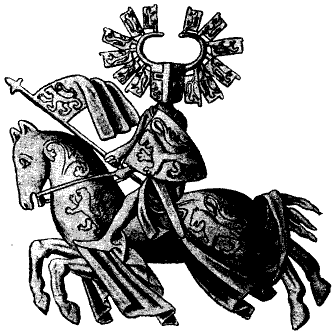
Hertig Erik Magnusson (från hans sigill).

Omkring år 1200 bildade det som är dagens Bohuslän lagmansdömet (norska lagmannsdømme) Viken. Vid kung Sverre Sigurdssons (c:a 1150–1202) indelning av Norge i sysslor (norska även sysla) under slutet av  1100-talet, delades det som idag är Bohuslän i Ranrikesyssel och Älvsyssel. Vid kung Håkon Magnussons (1270–1319) indelning i fehirdsler (uppbördsområde, fögderi) under början av 1300-talet sammanfördes dessa båda sysslor i Båhus fehirdsel. Från denna tid började Viken mer specifikt beteckna norra Bohuslän.
Fram till mitten av 1200-talet gränsade de norska och danska kungadömena till varandra. Gränsen gick vid Göta älv. Vid gränsen fick det dåvarande Sveariket vid mitten av 1200-talet genom Birger jarl kontroll över ett litet landområde längs med älvens mynning. Askim, Vättle och Sävedals härad, de s.k. Utlanden, överfördes till Sverige från danska Halland samtidigt som Östra Hisings härad överfördes från Bohuslän. På detta sätt fick Sveariket kontakt med Kattegatt. Den svenska stad som då låg närmast älvens mynning var Lödöse, 4 mil nordöst om dagens Göteborg, (senare Gamla Lödöse).
1304 blev Älvsyssel förlänat till hertig Erik (ca 1282–1318) av Håkon Magnusson efter att den svenske hertigen trolovats med den norske kungens dotter Ingeborg (1301–ca 1360). Efter att Håkon bytt sida i brödrastriden mellan hertigarna Erik och Valdemar (1280-talet–1318) å ena sidan och kung Birger Magnusson (ca 1280–1321) å den andra, belägrade han Eriks uppehållsort Kungahälla och Ragnhildsholmen. Vid freden i Helsingborg 1310 fick hertig Erik avsäga sig Älvsyssel. Det är dock inte känt ifall området återlämnades till Norge.
Från 1319 förlänades Älvsyssel till Eriks änka, hertiginnan Ingeborg, som en del av hennes underhållsland, i samband med att sonen Magnus Eriksson (1316–1374) som treåring blivit kung i både Norge och Sverige. 1327 tvingades Ingeborg lämna sina norska län.

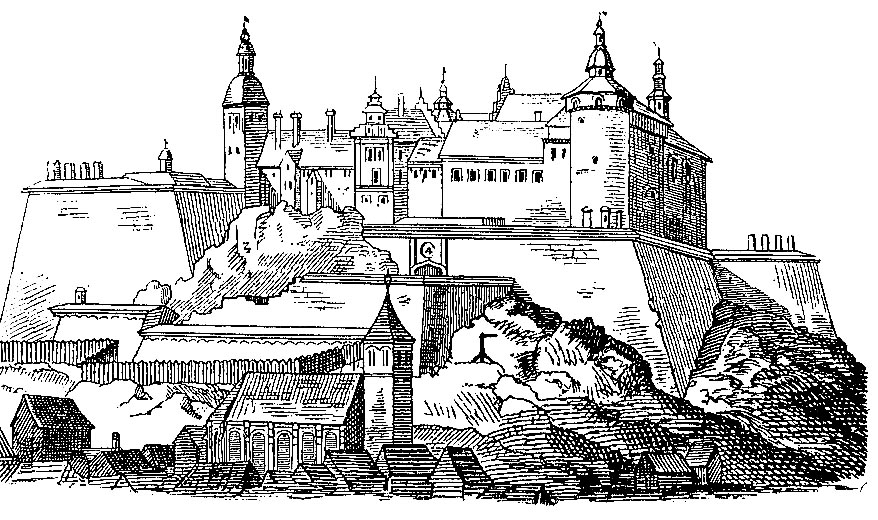
Bohus fästning 1658.

Bohusläns första och viktigaste stad under medeltiden var Kungahälla, som låg vid borgen vid Ragnhildsholmen. Borgen förstördes av en eldsvåda och ersattes under början av 1300-talet med Bohus fästning. Förutom Kungahälla fanns även Marstrand från 1200-talet.
Digerdöden härjade Bohuslän svårt runt år 1349. Nära hälften av befolkningen dog och 50% av gårdarna ödelades. Dessutom var 1300- och 1400-talen periodvis mycket kyliga och befolkningstillväxten avstannade. Jordbruket återhämtade sig först under 1600-talet.

## Unionstiden
Under Karl Knutsson (Bonde):s (1408 el. 1409–1470) utbrytning av Sverige ur Kalmarunionen 1448–1457 besatte han från 1455 Bohuslän utom Bohus fästning. I samband med detta uppfördes Karlsborg, vid Ranrikes traditionella tingsplats strax söder om nuvarande Hamburgsund, under befäl av marsken Tord Karlsson Bonde. Redan 1456 mördades Tord Bonde av sin slottsfogde och Bohuslän återgick till unionen.
Vid riksföreståndaren Sten Sture den äldres (ca 1440–1503) och Svante Nilsson Stures (1460–1512) uppror 1501 mot unionskungen Hans (1455–1513) blev Bohuslän på nytt arena. Den svensksinnade frälsemannen Nils Ragvaldsson (död 1505), kontrollerade större delen av landskapet och innehade bland annat Åby säteri och Kastelle kloster. 1503 fick han Dalsland i förläning av Svante Nilsson. Säte blev det nyuppförda Olsborg vid Södra Bullaresjön. Året därpå intogs dock Olsborg under ledning av Otte Rud (död 1510), hövitsman på Bohus.
Bohusläns tredje stad, Uddevalla, fick sina stadsrättigheter 1498.

## 1500-talet
I samband med tronskiftet mellan Kristian II (danska Christiern II, 1481–1559) och Fredrik I (1471–1533) besattes Viken 1523 av en svensk styrka under ledning av Ture Jönsson Tre rosor (död 1532) och Nils Olofsson Vinge (1486–1529). Vid Malmö recess 1524 erkändes Viken som svenskt. Till 1526 styrdes länet från Olsborg, därefter från Karlsborg, bägge i norra Bohuslän. När Kristian II 1531 försökte återta den danska tronen, föll Karlsborg för hans angrepp. Då han besegrades och fängslades året därpå, återgick Viken till Danmark-Norge.
Under nordiska sjuårskriget anfölls framför allt den södra delen av landskapet flera gånger av Sverige. Kungahälla brändes 1563 och Uddevalla året efter. Bohus fästning belägrades flera gånger från 1564–1567, men stod emot varje anfall.
En sillperiod inträffade från ca 1556 till ca 1589, vilket gynnade befolkningen.

## 1600-talet

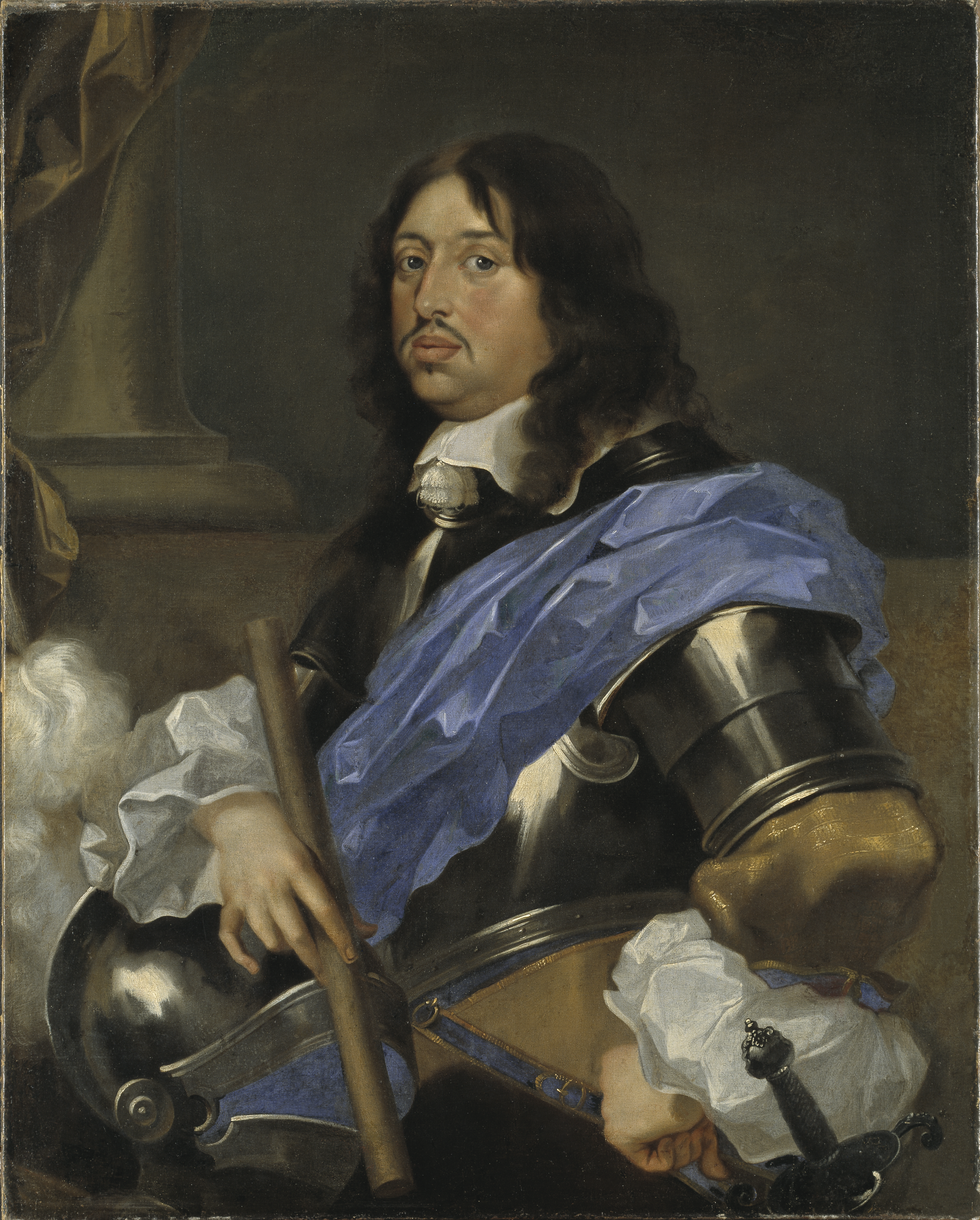
Karl X Gustav – erövrade Bohuslän från Danmark-Norge 1658.

1600-talet var en orolig tid i Bohuslän. Provinsen skövlades och brändes under de många krigen. Under Kalmarkriget 1612, i Bohuslän benämnt Brännefejden, brändes Uddevalla och Kungahälla ned. Efter detta flyttades Kungahälla till själva fästningsholmen för att kunna få skydd av Bohus fästning. I samband med detta bytte staden namn till Kungälv. Under Hannibalsfejden 1643–1645 brändes återigen Uddevalla och Kungahälla ner.
Krabbefejden 1657–1658 innebar fler härjningar i Bohuslän. Konflikten avslutades med freden i Roskilde 1658 då Bohuslän överlämnades till Sverige.
Övergången till Sverige medförde en stark reglering av handeln. Handeln skulle koncentreras till Göteborg. Bland annat förbjöds bondeseglationer och Uddevalla och Kungälv fråntogs sina stapelrättigheter. Regleringen lindrades något under 1680- och -90-talen. Som motvikt till Fredrikshald anlades köpingen Strömmen (nuvarande Strömstad) 1667. Några år senare fick den stadsrättigheter.
Under Gyldenløvefejden 1675–1679 härjades landskapet återigen. 1679 brändes Uddevalla ner. Trots att Bohuslän hade varit svenskt i endast 20 år var det få bohusläningar som anslöt sig till den dansk-norska armén.
Administrativt kom Bohuslän snart att domineras av Göteborg. Tillsammans med Göteborg och häradena Sävedal, Askim och Östra Hising bildade det Göteborgs och Bohus län 1680.

## 1700-talet

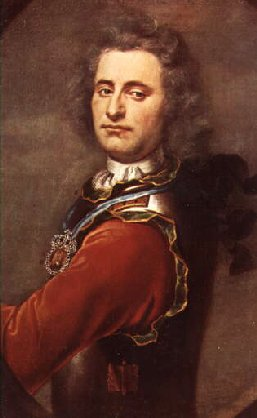
Peder Tordenskjold.

1700-talet var relativt fredligt för Bohusläns befolkning. Under det stora nordiska krigets senare del, 1716–1720, var Bohuslän inblandat genom Karl XII:s anfallskrig mot Norge. Den 8 juli 1716 stod slaget vid Dynekilen (utanför Strömstad), då en dansk-norska styrka under Peder Tordenskjolds ledning erövrade en svensk provianteringsflotta. Några år senare, 1719, efter den svenske kungens död, intog Tordenskjold Marstrand. Samtidigt tog en norsk styrka Strömstad. Båda städerna återlämnades dock till Sverige.
Den andra gången under århundradet som Bohuslän var indraget i strider var 1788. En styrka norska soldater trängde in i landskapet norrifrån och intog bland annat Uddevalla, Åmål och Vänersborg och hotade att anfalla Göteborg. Anfallet var ett svar på det svenska anfallet mot Ryssland samma år eftersom Danmark-Norge hade ingått en traktat med Ryssland. Efter hot från både England och Preussen om att ingripa avtågade armén mot Norge igen. Det korta kriget kallas Teaterkriget.
Under 1700-talets senare del upplevde landskapet en ekonomisk blomstringsperiod tack vare den så kallade stora sillperioden (ca 1747–1808). Folkmängden ökade kraftigt och många små fiskelägen växte till sig. Samtidigt exploaterades naturen alltmer då en stor del av skogen höggs ner för att användas till bostäder, båtar och inom fiskeindustrin, men även för att ge plats åt nyodling. Kvar blev kala klippor som fortfarande delvis ger landskapet dess karaktär. Stora delar av skogen i inlandet återplanterades först i början av 1900-talet.

## 1800- och 1900-tal
Under 1900-talet blomstrade stenindustrin i Bohuslän. Det var framför allt graniten som togs i anspråk av stenhuggeriet.
År 1842 öppnades Bohusläns första granitstenhuggeri på Malmön. Det var köpmannen C. A. Kullgren från Uddevalla, som tillsammans med järnvägs- och kanalbyggaren Nils Ericson låter bryta granit till bland annat kanalbygget i Trollhättan. Intresset för bohusgraniten ökade och under 1870- och 1880-talen öppnades nya stenbrott kring Lysekil, Hunnebostrand och vid Brofjorden. Bland annat exporterades sten till stora utländska byggnadsprojekt som nya tyska örlogshamnar och Kielkanalen.  
Stenindustrin i Bohuslän nådde sin höjdpunkt 1929, då 7 000 personer arbetade i näringen. Därefter dröjde det inte länge innan depressionen under 1930-talet nästan helt slog undan fötterna på hela näringen. Under de första åren på 1930-talet tömdes arbetslöshetskassorna och uppemot 10 % av befolkningen i kustsocknarna i norra Bohuslän stod helt utan försörjning, AK-arbete blev under några år försörjningen för många före detta stenarbetare.
Stenhuggarna blev kända för sin radikalitet och strejkvillighet.
År 1946 grundade redaren Gustaf B Thordén Uddevallavarvet. Han köpte en varvsanläggning från USA. Varvet kom att bli Uddevallas stora arbetsplats med över 1200 anställda 1950. Mindre företag startades och staden byggdes ut. 1961 arbetade över 3700 personer på varvet. 1971 tog Statsföretag över varvet och en ny torrdocka byggdes vid Sörvik tillsammans med en bockkran och andra byggnader. Tisdagen den 11 december 1984 beslutades om nedläggning och två år senare var avvecklingen klar och symbolen för varvet, bockkranen, revs.
Volvo byggde en ny bilfabrik men den storskaliga produktionen lades ner efter bara några år. Fabriken levde vidare som tillverkningsort för Volvo C70 men lades ner 2013.